# 용접 헬멧

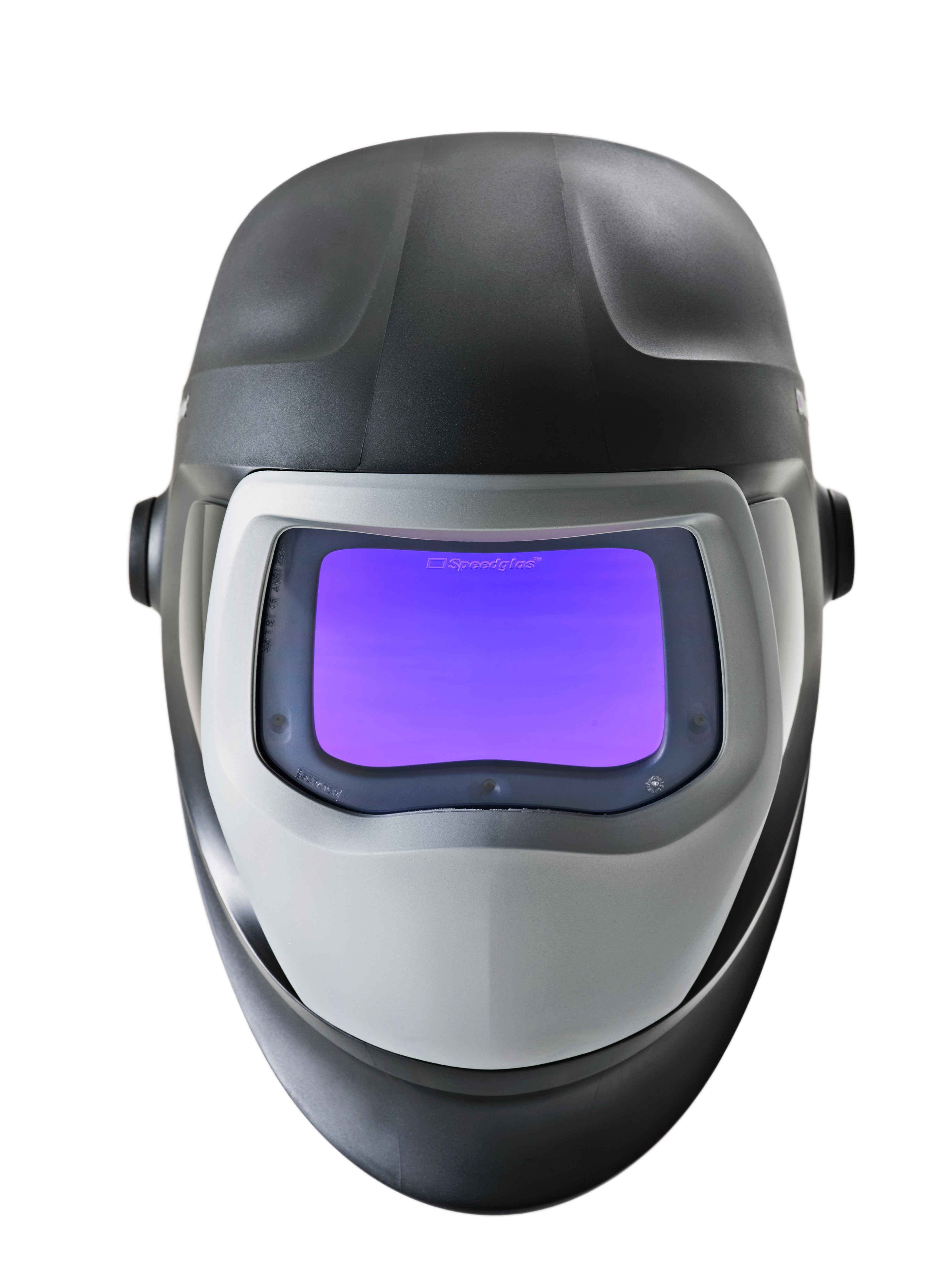
용접 헬멧

용접 헬멧은 플래시 화상, 자외선, 불꽃, 적외선 및 열에서 눈, 얼굴과 목을 보호하기 위해 용접의 특정 유형을 실시할 때 사용하는 보호장구의 일종으로, 용접면이라고도 한다. 용접 헬멧은 눈을 보호할 뿐만 아니라, 아크 및 자외선에서 발생된 뜨거운 열기로부터 얼굴을 보호한다. 그러나, 균열에 약한 편이다.